# Róbigzon Oyola
Róbigzon Leandro Oyola Oyola (Villahermosa, 18 de agosto de 1988) es un ciclista profesional colombiano de ruta. Desde 2017 corre para el equipo profesional Team Medellín-EPM de categoría continental.

## Palmarés
2010
- 1 etapa de la Vuelta de la Juventud de Colombia[1]

2013
- Clásica Internacional de Bogotá

2014
- 1 etapa de la Vuelta a Guatemala
- Vuelta a Chiriquí, más 1 etapa[2]

2015
- Vuelta Independencia Nacional
- Clásico El Colombiano, más 1 etapa

2016
- 1 etapa de la Vuelta a Santander
- Clásico El Colombiano, más 1 etapa
- 1 etapa de la Vuelta a Chiriquí

2019
- 1 etapa de la Vuelta a Colombia

2020
- 1 etapa del Clásico RCN

2023
- 1 etapa de la Vuelta Bantrab
- Gran Premio Guatemala

2025
- 1 etapa de la Jamaica International Cycling Classic
- 1 etapa de la Vuelta Bantrab

## Equipos
- EPM-UNE (2009-2016)
  - UNE-EPM (2009-2010)
  - EPM-UNE (2011-2014)
  - EPM-Tigo-Une-Área Metropolitana (2015-2016)
- Medellín (2017-)
  - Medellín-Inder (2017)
  - Medellín (2018-2019)
  - Team Medellín (2020)
  - Team Medellín-EPM (2021-)